# William Wilton
William Wilton (Largs, 1865. június 9. – Gourock, 1920. május 2.) skót labdarúgóedző. A Rangers első edzője. 

## Pályafutása
1883-ban csatlakozott a skót csapathoz. 1899-ben nevezték ki a csapat első edzőjévé, egészen haláláig ő töltötte be az edzői posztot. Ez idő alatt 8 aranyérmet a bajnokságban, és 1 skót kupát sikerült begyűjteni. 

## Sikerei, díjai
Rangers
- Skót bajnok (első osztály) (8): 1899–1900; 1900–01; 1910–11; 1911–12; 1912–13; 1917–18; 1919–20
- Skót kupa: 1902–03

## Statisztikák
| Rangers | skót | 1899. május 27. | 1920. május 2. | 724 | 476 | 120 | 128 | 65.75 |